# آنجلو بیناسکی

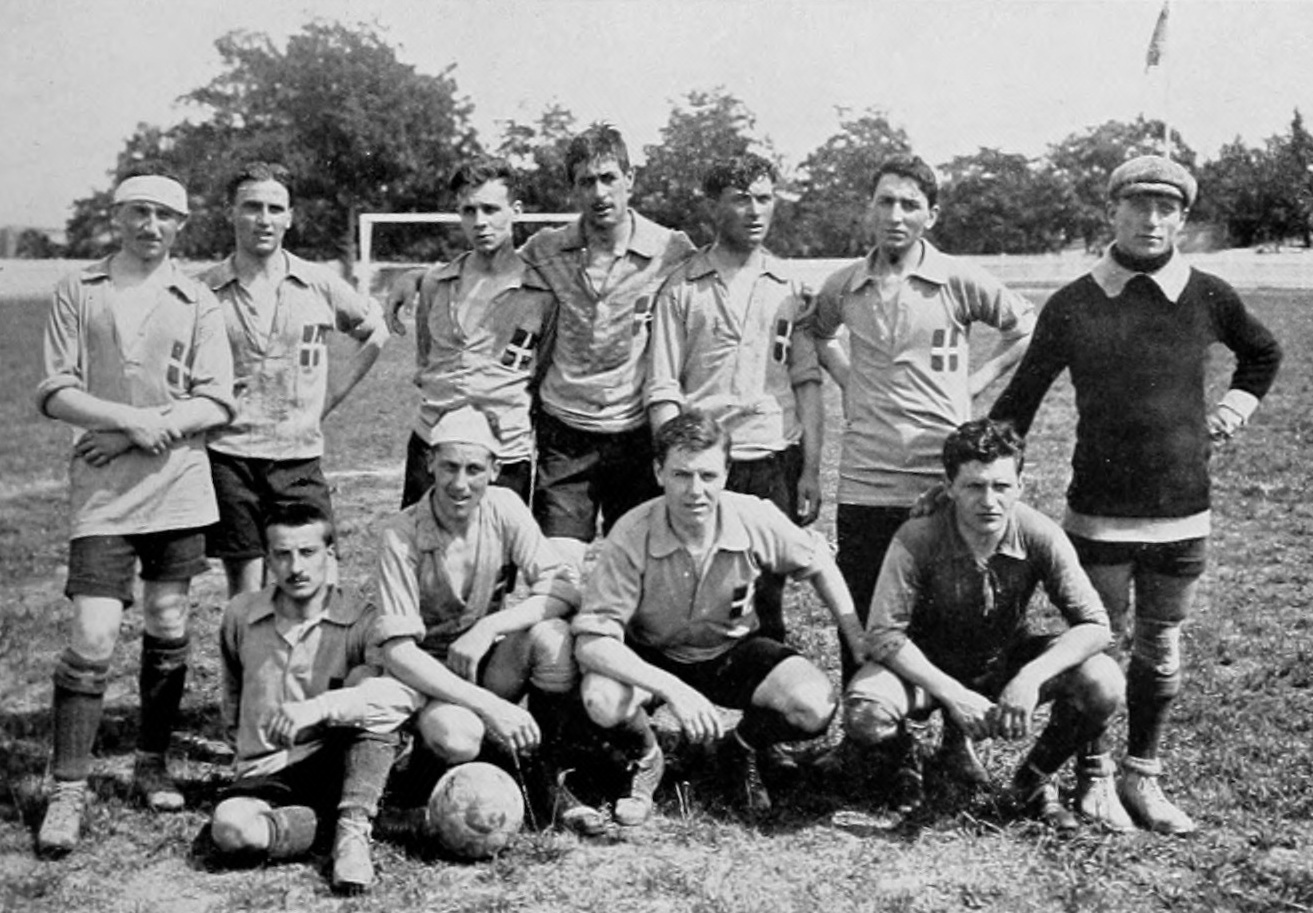
تیم ملی فوتبال ایتالیا در المپیک تابستانی ۱۹۱۲

آنجلو بیناسکی (به ایتالیایی: Angelo Binaschi) بازیکن فوتبال و اهل ایتالیا است که از سال ۱۹۱۱ میلادی عضو تیم ملی فوتبال ایتالیا بوده و در ۹ بازی ملی حضور داشته‌است. او در بازی‌های ملی‌اش گلی به ثمر نرساند.
آنجلو بیناسکی آخرین بازی ملی خود را در سال ۱۹۱۳ میلادی انجام داد.